# Vaka (TV-serie)
Vaka är en kommande svensk thrillerserie med premiär planerad på Prime Video till 2026. Henrik Georgsson har svarat för regin, och Brynja Björk och Pauline Wolff har skrivit seriens manus.

## Handling
Serien utspelar sig i Stockholm där en epidemi av insomnia snabbt sprider sig. Sjukvårdsministern slits mellan att hantera krisen och ta hand om sin son. En ambulanssjuksköterska gör allt hon kan för att rädda kvinnan hon älskar. En tonårstjej tvingas skydda grannsonen vars familj fallit offer för epidemin.

## Rollista (i urval)
- Aliette Opheim
- Jonas Karlsson
- Gizem Erdogan
- Silas Strand
- Malte Gårdinger
- Sass Wolgers
- Frida Argento
- Jörgen Thorsson
- Siham Shurafa